# 八木功治
八木 功治（やぎ こうじ、1943年 - ）は、日本の商学者。専門は商業英語。松山短期大学学長や、四国地区大学野球連盟会長を務めた。

## 人物・経歴
愛媛県出身。1967年に一橋大学商学部会計学科卒業後、1970年松山商科大学（のちの松山大学）経営学部助手着任。1972年青山学院大学大学院経営学研究科修了、経営学修士。1973年松山商科大学経営学部講師。1977年松山商科大学経営学部助教授。1984年松山商科大学経営学部教授。1995年松山大学経営学部長。1998年松山短期大学副学長。2004年から2009年まで第14代松山短期大学学長。商業英語専攻。四国地区大学野球連盟会長、中央労働災害防止協会中国四国安全衛生サービスセンター専門役なども務めた。安全・衛生管理士。

## 訳書
- 『道徳と市場経済 : 資本主義と社会主義にとってかわるもの』すぐ書房 1984年
- 『富の創造 : 市場経済の民主化と自由化』すぐ書房 1990年